# 2e arrondissement de Marseille
Pour les articles homonymes, voir 2e arrondissement.
Le 2e arrondissement de Marseille est situé au nord du Vieux-Port.
Il est divisé en quatre quartiers officiels : Arenc, Les Grands Carmes, l'Hôtel de Ville et la Joliette. Il forme, avec le 3e arrondissement, le IIe secteur, dont une grande partie fait partie de l'opération de rénovation urbaine Euroméditerranée.

## Description

2e arrondissement de Marseille.

Le 2e arrondissement recouvre la partie la plus ancienne de Marseille, au nord du Vieux-Port, notamment le quartier du Panier. Il reste cependant peu de la ville du Moyen Âge : une partie a été détruite lors du percement de la rue de la République au XIXe siècle puis le Panier a été en grande partie dynamité lors de la rafle de 1943.
Parmi les anciens bâtiments conservés, on trouve la Maison Diamantée, l'Hôtel-Dieu et la Vieille Charité. Le quai nord du Vieux-Port, sur lequel se situe l'Hôtel de ville de Marseille, a été reconstruit après la Seconde Guerre mondiale par l'architecte Fernand Pouillon.
Le nord de l'arrondissement abrite le nouveau port de Marseille, ouvert au XIXe siècle, et le quartier d'affaires de la Joliette-Arenc, aménagé à partir des années 1990 dans le cadre d'Euroméditerranée et où se situent notamment les docks et la tour CMA-CGM. Le J4, au sud du port de la Joliette, accueille depuis 2013 le Musée des civilisations de l'Europe et de la Méditerranée et la Villa Méditerranée.

## Démographie
En 2012, le 2e arrondissement comptait 24 724 habitants. C'est un arrondissement populaire : en 2012, le revenu médian par Unité de Consommation (UC) y était de 13 111 euros, (contre 17 548 euros à l'échelle de la ville), et la part de ménages fiscaux imposables y était de 43,5 % (contre 57,9 % pour la ville). En 2012, le taux de chômage au sens de l'INSEE y était par 29,6 %.

En 2022, l'arrondissement comptait 24 153 habitants.
| 1968   | 1975   | 1982   | 1990   | 1999   | 2006   | 2011   | 2016   | 2021   |
| ------ | ------ | ------ | ------ | ------ | ------ | ------ | ------ | ------ |
| 39 743 | 32 974 | 31 326 | 26 801 | 24 593 | 25 559 | 24 634 | 24 888 | 23 627 |

| 2022   | - | - | - | - | - | - | - | - |
| ------ | - | - | - | - | - | - | - | - |
| 24 153 | - | - | - | - | - | - | - | - |

## Revenus de la population et fiscalité
En 2010, le revenu fiscal médian par ménage était de 16 292 €, ce qui plaçait le 2e arrondissement au 15e rang parmi les 16 arrondissements de Marseille.

## Résultats électoraux
| Scrutin             | Scrutin             | 1er tour | 1er tour  | 1er tour | 1er tour | 1er tour | 1er tour | 1er tour | 1er tour | 1er tour | 1er tour | 1er tour | 1er tour | 2d tour            | 2d tour            | 2d tour            | 2d tour            | 2d tour            | 2d tour            |
| Scrutin             | Scrutin             | 1er      | 1er       | %        | 2e       | 2e       | %        | 3e       | 3e       | %        | 4e       | 4e       | %        | 1er                | 1er                | %                  | 2e                 | 2e                 | %                  |
| ------------------- | ------------------- | -------- | --------- | -------- | -------- | -------- | -------- | -------- | -------- | -------- | -------- | -------- | -------- | ------------------ | ------------------ | ------------------ | ------------------ | ------------------ | ------------------ |
| Présidentielle 2017 | Présidentielle 2017 |          | LFI       | 35,48    |          | EM       | 23,21    |          | FN       | 16,72    |          | LR       | 11,92    |                    | EM                 | 75,18              |                    | FN                 | 24,82              |
| Présidentielle 2022 | Présidentielle 2022 |          | LFI       | 46,53    |          | LREM     | 21,11    |          | RN       | 12,77    |          | REC      | 7,13     |                    | LREM               | 72,01              |                    | RN                 | 27,99              |
| Législatives 2022   | 4e                  |          | LFI-Nupes | 45,17    |          | LREM-Ens | 18,61    |          | RN       | 12,60    |          | LR       | 7,22     |                    | LFI                | 65,90              |                    | LREM               | 34,10              |
| Législatives 2024   | 4e                  |          | LFI-NFP   | 59,04    |          | RN       | 20,16    |          | Ren-Ens  | 13,40    |          | LR       | 2,83     | Pas de second tour | Pas de second tour | Pas de second tour | Pas de second tour | Pas de second tour | Pas de second tour |

## Galerie

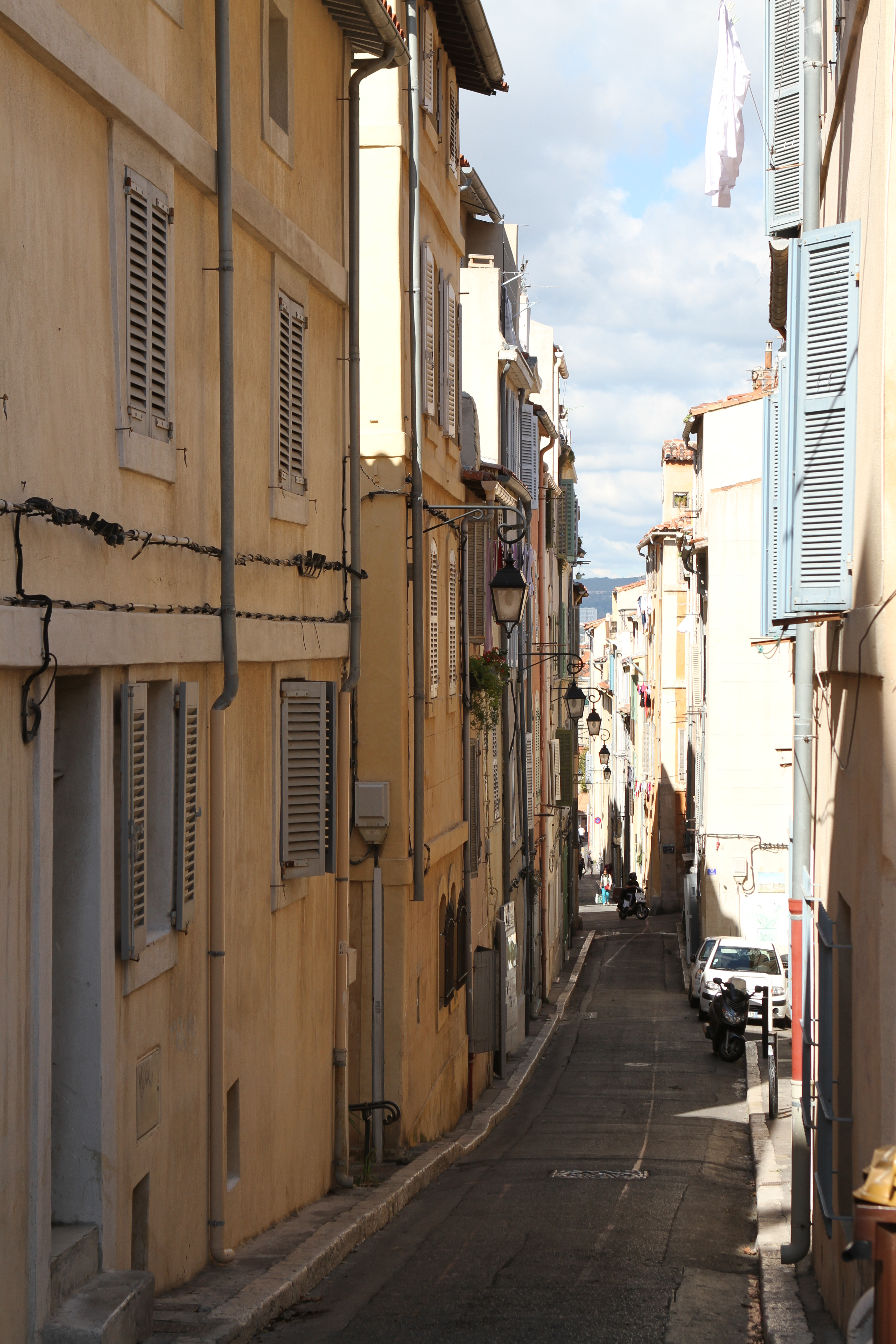
Une rue du Panier.
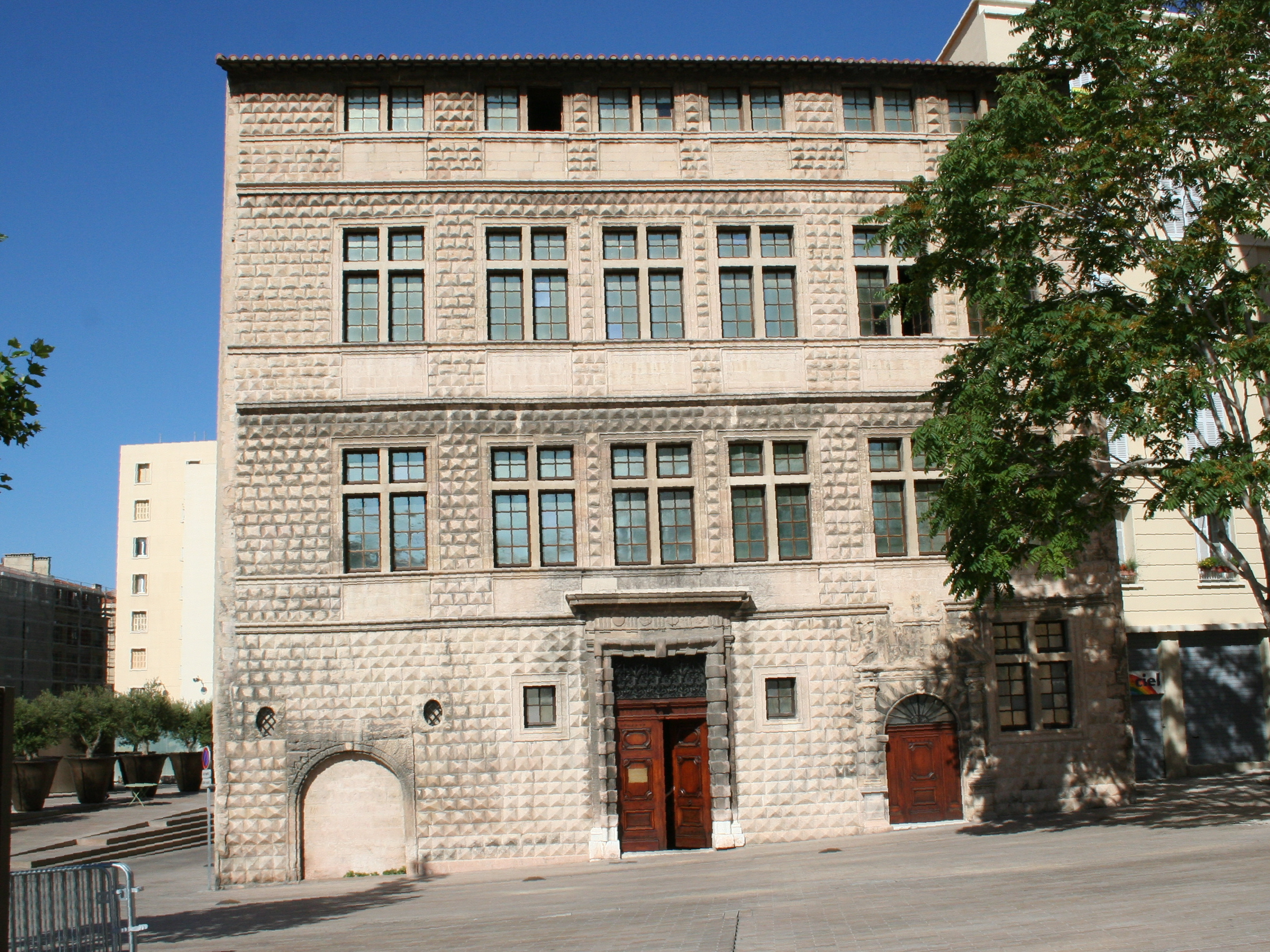
La Maison Diamantée.
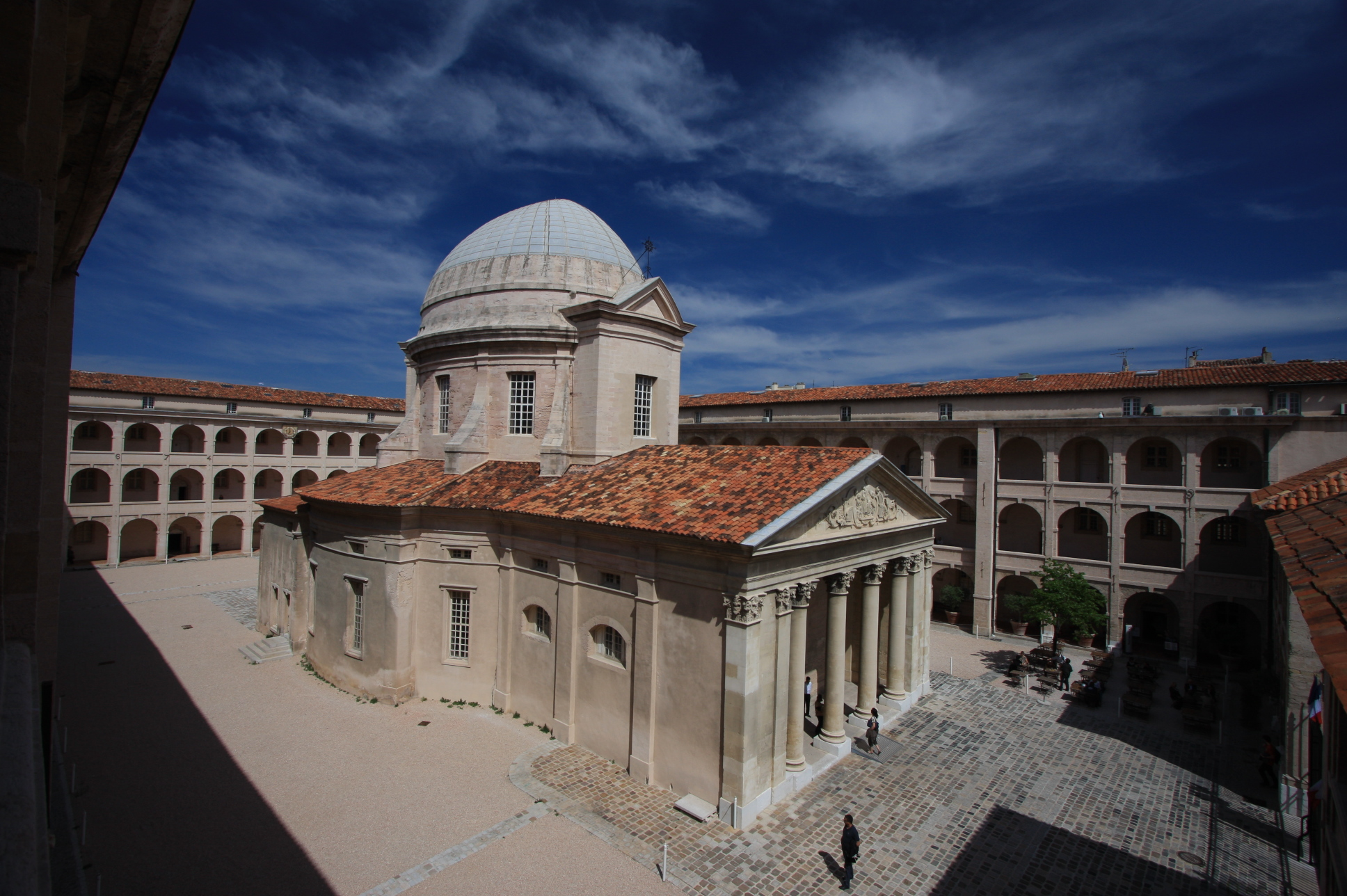
La Vieille Charité.
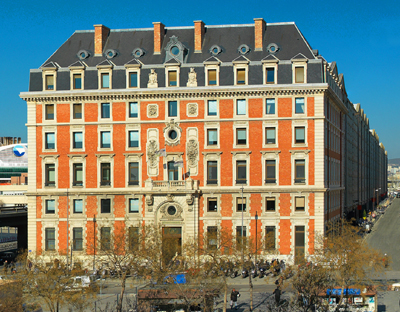
L'entrée des docks, aujourd'hui reconvertis en immeuble de bureaux.
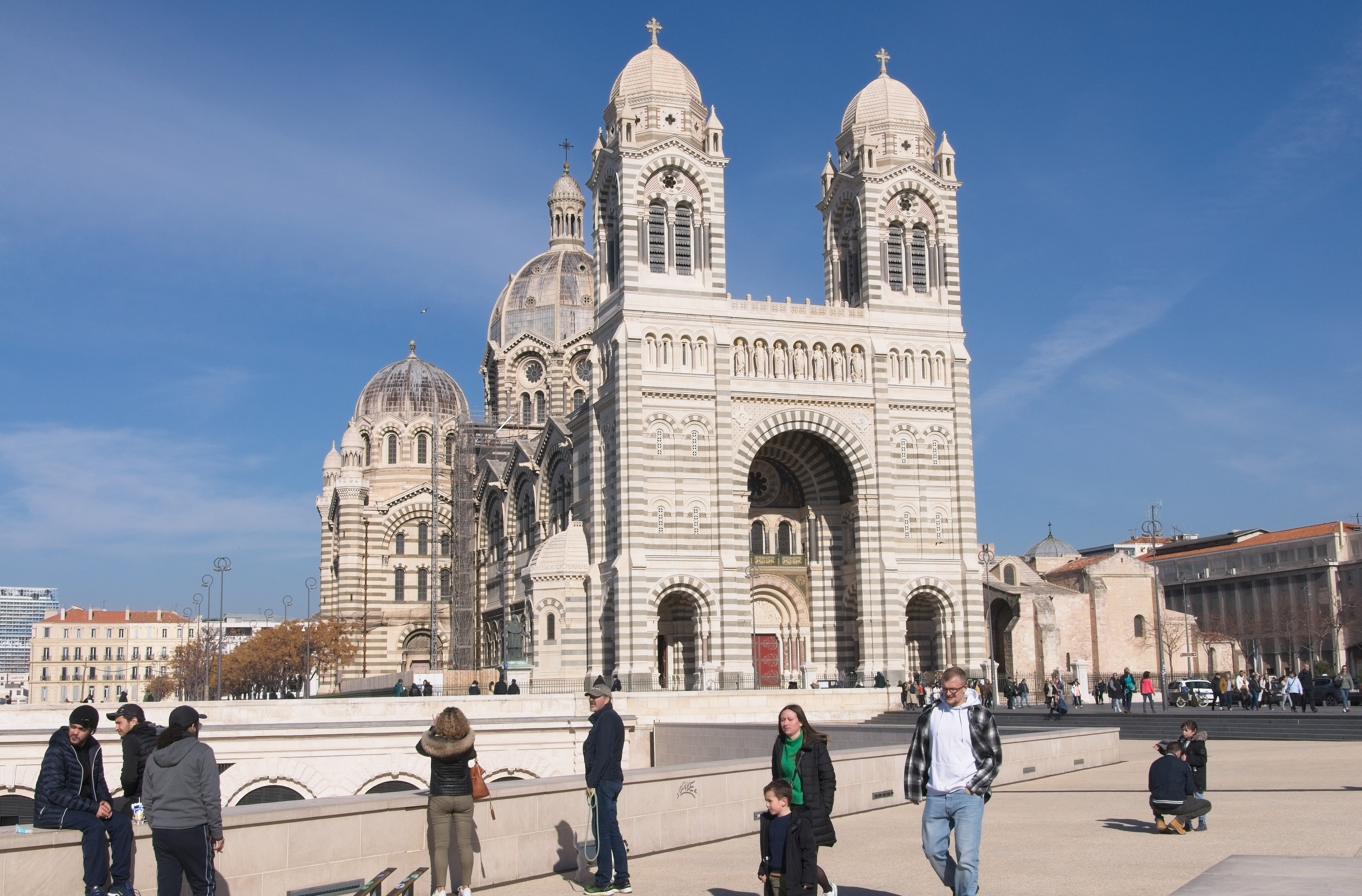
La Major, cathédrale de Marseille.